# Rodrigo Riep
Rodrigo Sebastián Riep (* 20. Februar 1976 in Buenos Aires) ist ein ehemaliger argentinischer Fußballspieler auf der Position des Mittelfeldspielers.

## Karriere
Rodrigo Riep begann seine Karriere 1995 bei River Plate. Dort absolvierte er nur drei Ligaspiele, die auch die einzigen Spieler seiner Profikarriere in Argentinien bleiben sollten. Der Mittelfeldspieler spielte in acht Ländern auf vier Kontinenten. Vor allem in Chile und Venezuela war Riep aktiv, aber auch in Japan bei Avispa Fukuoka und in Griechenland bei Olympiakos Volos. 2007 beendete der Mittelfeldspieler seine Karriere beim kolumbianischen Verein Atlético Junior. Nach seiner aktiven Karriere wurde er als Spielerberater tätig.

## Sonstiges
Sein Sohn Alessandro (* 2003) ist ebenfalls Profifußballspieler.